# Диаспора (социална мрежа)
Диаспора (по гръцкото понятие диаспора) е некомерсиална, обществено поддържана, децентрализирана социална мрежа, основана на свободния софтуер „Диаспора“. Към април 2013 г. наброява повече от 405 000 акаунта. Проектът е стартиран през 2010 г. от четирима студенти в катедра „Математически науки“ на Института Куран, Нюйоркски университет – Иля Житомирски, Дан Грипи, Макс Залцбърг и Рафаел Софър. Диаспора се състои от група самостоятелно съществуващи социални сайтове, които контактуват помежду си, формирайки мрежата.

## Принципи
Думата „диаспора“ е гръцка и означава разпръснато, децентрализирано общество.
| „                                                      | Диаспора се опитва да се противопостави на идеята, че една мрежа може да бъде монополист | “ |
| цитат на Софър при обявяването на целите пред Диаспора |                                                                                          |   |

Софтуерът зад „Диаспора“ е създаден от „Диаспора корп.“, съществуваща като комерсиална корпорация от клас Ц според американското законодателство. Социалната мрежа не е собственост на никоя личност или институция, като по този начин се предпазва от корпоративно прехвърляне, реклами и други заплахи. През септември 2011 г. създателите казват „... нашият децентрализиран дизайн означава, че нито една глобална корпорация няма да може някога да контролира Диаспора. Диаспора никога няма да продава вашия социален живот на рекламодатели и на вас няма да ви се налага да се съобразявате с нечии наложени правила отгоре или да се озъртате преди да говорите.“ През август 2012 г. организацията съобщава, че Диаспора ще стане проект, движен от обществото.
Диаспора бива давана за пример от Американското национално обществено радио заради своята политика, която позволява употребата на псевдоними, за разлика от принципите на конкурента „Фейсбук“, който не позволява това.

## Технология
Социалната мрежа Диаспора е конструирана на база сайтове или сървъри, администрирани от различни индивиди или институции. Всеки сайт/сървър – възел в мрежата – използва копие от софтуера на Диаспора, действащо като частен уеб сървър. Желаещите да ползват Диаспора могат да си създадат акаунт на възел по техен избор и вече като потребители могат да контактуват с потребителите на всички възли.

## Функционалности
Софтуерът Диаспора позволява потребителските постове да бъдат публични или ограничени. В последния случай постовете могат да бъдат четени само от одобрени групи (или комбинация от групи), оторизирани изрично от потребителя. Няколко групи съществуват по подразбиране, такива като приятели, семейство и работа, с опция за допълнителни. Възможно е да се следи потребителски пост без взаимно приятелство. Така наречените „информационни потоци“ могат да бъдат филтрирани по зададен критерий.
Разработчиците считат, че децентрализираната природа на мрежата е решаваща за дизайна и успеха ѝ:
| „ | “Децентрализираният дизайн на Диаспора е огромна част от същността ѝ. Точно като самия интернет, Диаспора* не е приютена на едно място и не се контролира от нито една институция (включително от нас). Създадохме софтуер който ти позволява да създадеш социална мрежа на собствения си компютър(или сървър) и да я свържеш с по-голямата екосистема на Диаспора. Можеш да имаш мрежа само за теб или само за теб и твоите приятели, или твоето семейство, което ти дава пълни права и контрол над твоята лична социална информация (включително самоличност, публикации, снимки) и начина по който те се съхраняват и споделят. Или просто можеш да заявиш участие в joindiaspora.com, или да се регистрираш в един от над 20-те отворени сървъра.“ | “ |

Потребителите на Диаспора запазват правата си върху информацията и не дават авторски права на никого. Софтуерът е специално проектиран да позволява на потребителите да свалят по което и да е време всички свои снимки и текст, които са качили.
През септември 2011 г., въпреки че мрежата и софтуерът са все още в алфа версия, Тери Ханкок от „Списание за свободен софтуер“ я описва като „вече използваема за някои цели“. Въпреки че тя вече поддържа текст, снимки и връзки, все още липсват част от функционалностите като преглед на връзка, възможността да се качва и вгражда видео (въпреки че то може да бъде свързано с други услуги) и чат. Поддържа се файлов формат за анимирани икони (.GIF). Вграждането на видео от Ютуб и Вимео е добавено в началото на 2012 г.

## История
Грипи, Залцбърг, Софър и Житомирски започват проекта Диаспора силно мотивирани от реч на Ебен Моглен, професор по право в Колумбийския университет, произнесена на 5 февруари 2010 г. В нея Моглен описва централизираните социални мрежи като „свободен и безплатен шпионаж.“ В интервю за Ню Йорк Таймс Залцбърг казва: „Когато дадеш тази информация, ти я даваш завинаги... Услугата, която те ни дават, е незначителна в мащаба на това, което те правят, а това, от което ние се отказваме, е нашата лична информация.“ Софър казва: „Ние нямаме нужда да я предаваме в централизиран щаб. Това, което Фейсбук ти дава като потребител, не е толкова трудно да бъде направено. Всичките малки игрички, стени, чатове не са нещо иновационно и рядко срещано. Технологията вече съществува.“
Групата решава да реши този проблем, като създава децентрализирана социална мрежа. За да набере нужните средства, проектът стартира на 24 април 2010 г. в Kickstarter, уебсайт за целево обществено финансиране. Първоначално е планирано да се набере сумата от 10 хил. долара за 39 дни. Първоначалната цел е постигната само за 12 дни и проектът в крайна сметка набира над 200 хил. долара от над 6000 поддръжници (което прави проекта втори най-успешен по този модел до днешен ден). Грипи казва: „Бяхме шокирани. По някаква необяснима причина всички просто се съгласиха с цялото това нещо за конфиденциалността.“ Сред донорите е и изпълнителният директор на Фейсбук Марк Зукърбърг, който дарява неоповестена сума, казвайки: „Дарих. Мисля, че е готина идея.“
На 12 ноември 2011 г. Иля Житомирски се самоубива на 22-годишна възраст.

## Разработка
Работата по Диаспора софтуера започва през май 2010 г. Първата тестова версия е пусната на 15 септември и получава голяма доза критика заради различни бъгове по сигурността. Първият Диаспора „сървър“ (pod) бива стартиран от екипа на 23 ноември 2010 г.; като затворен алфа тест; потребителите се записват с покана.
Сайтът на проекта Диаспора стартира на 29 септември 2011 г. Декларираната цел е „да изградим нова и по-добра социална мрежа, такава която е 100% притежавана и контролирана от теб и другите потребители.“
През декември 2010 г. ReadWriteWeb обявява проекта за едно от топ 10 начинанията на 2010 г. На 7 януари 2011 г. Black Duck Software включва проекта в списъка си с „Най-добри новатори с отворен код“ 2010 г., затова че „е защитаваща личните данни, контролирана от самите потребители, базирана на подхода всичко-в-едно, социална мрежа с отворен код.“
След стартирането различни екстри от Диаспора се появяват в подобни форми и в други социални мрежи. В съобщение на разработчиците от септември 2011 г. те отбелязват приликите с „кръговете“ на Гугъл+ (версия на функционалност от Диаспора) и нови методи за лична конфиденциалност, въведени от Фейсбук. Те казват: „Не можем да кажем нищо друго, освен че сме поласкани от въздействието на нашата работа“. Това, че Гугъл силно заимства от Диаспора, е особен повод за гордост у Житомирски, въпреки че от Гугъл отричат.
През октомври 2011 г. Диаспора прави призив за дарения. Максуел Залцбърг обяснява: „Ключът в момента е да изградим нещо, което нашата общност иска да използва и ще промени ежедневието ни. В бъдеще ние ще работим с общността, за да определим заедно как Диаспора* да се превърне в самоиздържаща се система.“ Само дни след старта на кампанията са събрани над 45 хил. долара, когато Пей Пал замразява акаунта на Диаспора без обяснение. След многобройни оплаквания от потребители на Диаспора към Пей Пал и заплаха от законови действия, достъпът до акаунта бива възстановен след извинение от висш служител на Пей Пал, но отново без обяснение. Този инцидент дава ход на употребата на други системи за разплащане, включително Страйп и Биткойн.
През февруари 2012 г. разработчиците пишат, че тяхно собствено проучване сочи промяна във фокуса на проекта. Те твърдят, че за разлика от другите социални мрежи, в които потребителите по-често комуникират с хора, които познават в реалния живот, в Диаспора по-често контактуват хора от цял свят без да се познават лично. Докато другите социални медии наблягат предимно на тривиални ежедневни детайли на потребителите, голяма част от трафика на Диаспора се генерира от идеи и социални каузи. В резултат разработчиците решават да направят промени в интерфейса, за да поддържат по-добре дълги и детайлни разговори по комплексни теми, докато проектът прогресира към фаза бета тестване.

## Отзиви
На 14 септември 2011 г. Тери Ханкок от Списанието за свободен софтуер описва мрежата на Диаспора, наричайки я „достатъчно добра“ за масова употреба и подканя нови хора към присъединяване.
На 14 ноември 2011 г. Сю Чарман-Андерсън пише в firstpost.com, във връзка със смъртта на Илия Житомирски, че бавният растеж на Диаспора може всъщност да бъде предимство:
„Съществена разлика е броят потребители. Докато Гугъл+ има 40 млн., Диаспора има само 180 хил. такива, отчасти защото услугата е в алфа версия. Това всъщност може да заработи в услуга на Диаспора в дългосрочен план, тъй като ще има повече време за да се самоизгради чувство за общност. Опитът ни показва, че онлайн общностите, които се разрастват твърде бързо, могат да бъдат фрагментирани, тъй като различни групи често се сблъскват при темата какво поведение е допустимо.“
„Диаспора“ е номинирана за „Най-добра социална мрежа“ в наградите на Mashable.com за 2011 г.